# Le rémouleur et l'assiette au noir
Le rémouleur et l'assiette au noir è un cortometraggio del 1897 diretto da Georges Hatot e Louis Lumière.

## Trama
Un vecchio uomo sta lavorando su un telaio. Ad un certo punto un uomo arriva per distrarlo e mentre parlano due uomini senza farsi vedere dal vecchio installano nel telaio un soffione e della polvere nera. Lo scherzo inizia quando il vecchio ricomincia a lavorare, arriva una donna che è invasa dalla polvere nera.